# 大興寺 (さいたま市)
大興寺（だいこうじ）は、埼玉県さいたま市緑区にある真言宗智山派の寺院。

## 歴史
永禄年間（1558年 - 1570年）、法印永義によって開山された。天正年間（1573年 - 1592年）、寺領30石が安堵され、朱印状が交付されたが、火災で焼失、元禄年間（1688年 - 1704年）に改めて朱印状が交付された。
当寺は真言宗智山派の寺であるが、境内には浄土宗の徳本上人の念仏供養塔がある。1817年（文化14年）に造立されたものである。
墓地には、大門宿本陣歴代当主の墓がある。

## 文化財
下記以外にも「大興寺のヒヨクヒバ」（市指定天然記念物）があったが、2002年の台風21号により倒伏したため指定解除された。
- 来迎阿弥陀三尊板石塔婆（さいたま市指定有形文化財 昭和42年3月25日指定）[5]
- 徳本上人念仏供養塔（さいたま市指定有形文化財 昭和55年3月28日指定）[6]
- 大興寺のヒイラギ（さいたま市指定天然記念物 昭和43年3月31日指定）[7]
- 大興寺のウメ（さいたま市指定天然記念物 昭和44年5月21日指定）[8]

## 交通アクセス
- 浦和美園駅より徒歩11分。